# Tachina tenebrifera
Tachina tenebrifera là một loài ruồi trong họ Tachinidae.